# Cheilosia punctulata
Cheilosia punctulata är en tvåvingeart som först beskrevs av Hunter 1897.  Cheilosia punctulata ingår i släktet örtblomflugor, och familjen blomflugor.
Artens utbredningsområde är Nebraska. Inga underarter finns listade i Catalogue of Life.